# Henri Libert
Pour les articles homonymes, voir Henri Libert (homonymie) et Libert.
Henri Libert, né à Namur (alors aux Pays-Bas espagnols, dans l'actuelle Belgique) et y baptisé le 23 août 1574[réf. nécessaire], meurt dans la même ville vers 1635. C'est un orfèvre namurois des XVIe et XVIIe siècles représentant de ce que l’on appelle l’Art mosan.

## Éléments de biographie
Fils de Théodore et Agnès Herge, il épouse Élisabeth Gilson qui lui survivra de quelques années[réf. nécessaire]. 

Depuis 1594 il est inscrit en tant qu’orfèvre au registre des merciers de la ville de Namur[réf. nécessaire] et le 28 avril 1597 il est reçu bourgeois de cette ville, ce qui est révélateur de sa notoriété. La plus ancienne œuvre qu’on lui connaisse, le calice de l’église Saint-Joseph de Namur, date de 1596. Aucune œuvre n'est connu après 1631, on peut supposer que son décès survint peu après cette date.

## Style
Son œuvre s'inscrit dans la tradition de l'art des orfèvres de l'école mosane mais sa technique est plus pauvre et le travail du repoussé manque de vigueur. Il n'utilise ni filigranes, ni émaux et il semble avoir été peu marqué par les courants nouveaux qui modifièrent l'art au XVIIe siècle, son œuvre présente des archaïsmes évidents.

## Œuvres connues
On connait d’Henri Libert plusieurs œuvres d’orfèvrerie :
- Deux calices (créés respectivement pour les églises Saint-Joseph (1596) et Saint-Loup, de Namur)[3].
- La croix processionnelle de l’abbaye de Malonne (1600)[3].
- Deux ostensoirs (pour l’église de l’Immaculée Conception à Dhuy, et Saint-Gérard à Bossière)[3].
- Cinq châsses :
  - La châsse de sainte Rolende (1599), dans l’église de Gerpinnes[4].
  - La châsse de saint Berthuin (1601) à Malonne[5],[6].
  - La châsse de sainte Marie d'Oignies (1608) à Nivelles[7].
  - La châsse de Saint-Victor (1612), à Fleurus[8].
  - La châsse de Saint-Pierre (1617), dans l’église Saints-Pierre-et-Paul de Thy-le-Château[9].
- La réparation de la couverture de l’évangéliaire d’Hugo d'Oignies (au trésor de Namur)[3].

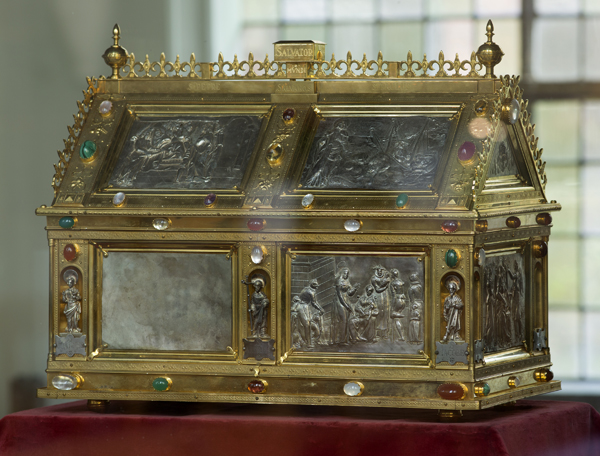
Châsse de Marie d'Oignies.
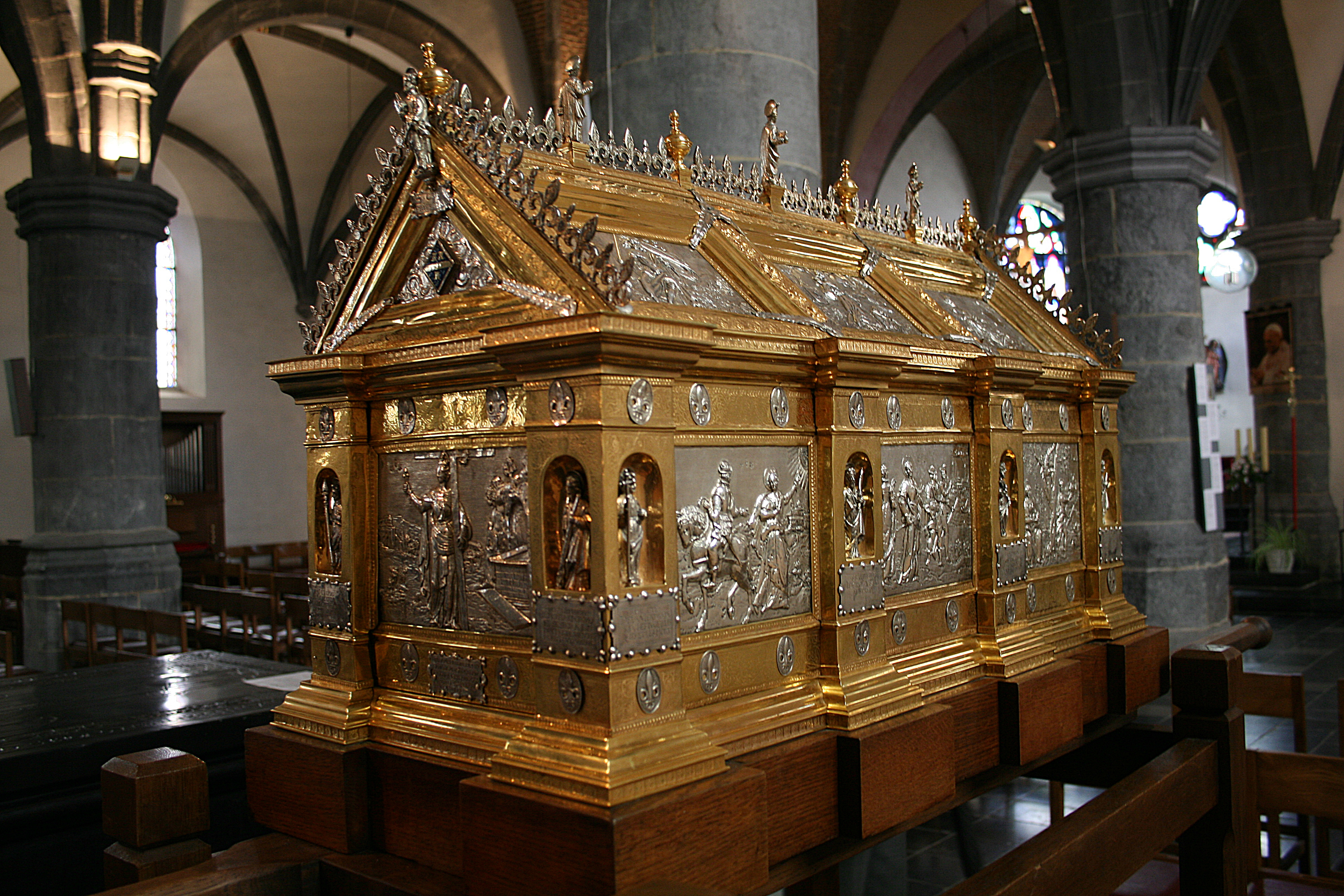
Châsse de sainte Rolende à Gerpinnes